# India a 2022. évi téli olimpiai játékokon
India a kínai Pekingben megrendezett 2022. évi téli olimpiai játékok egyik részt vevő nemzete volt. Az országot az olimpián 1 sportágban 1 sportoló képviselte, aki érmet nem szerzett.

## Alpesisí
Férfi
| Versenyző | Versenyszám      | 1. futam      | 1. futam      | 2. futam | 2. futam | Összesítés | Összesítés |
| Versenyző | Versenyszám      | Idő           | Hely.         | Idő      | Hely.    | Idő        | Helyezés   |
| --------- | ---------------- | ------------- | ------------- | -------- | -------- | ---------- | ---------- |
| Arif Khan | Óriás-műlesiklás | 1:22,35       | 53.           | 1:24,49  | 44.      | 2:47,24    | 45.        |
| Arif Khan | Műlesiklás       | nem ért célba | nem ért célba | kiesett  | kiesett  | kiesett    | kiesett    |